# Лапичи (агрогородок, Могилёвская область)
Лапичи — агрогородок в Осиповичском районе Могилёвской области Беларусис. Административный центр Лапичского сельсовета.

## География
В 5 километрах северо-восточнее деревни — биологический заказник местного значения — дендрарий «Дубрава» (статус с 1992 года, площадь 22 га, участок дубового и дубово-елового леса, Жорновское лесничество).

## История
Первое письменное упоминание — 1560 год.
Церковь Святого Георгия Победоносца (1868 года) — утраченное наследие
В начале XX века построена и открыта одноимённая железнодорожная станция.
29 июня 1944 года гвардии старший сержант С. П. Власенко с передовым отрядом форсировал реку Свислочь в районе деревни
30 июня 1944 года взвод гвардии младшего лейтенанта Флоренко в числе первых форсировал реку Свислочь в районе деревни.

## Экономика
- Сельскохозяйственный производственный кооператив (СПК) «Колхоз „Лапичи“»[7] (председатель — Алешкевич Николай Иванович[8])
- Осиповичское дочернее унитарное коммунальное производственное предприятие «Райсервис»[9]
- ОАО «Газпром трансгаз Беларусь» филиал «Осиповичское УМГ»

## Достопримечательности
- Петро-Павловский храм[10].